# Мокроталовка
Мокроталовка — хутор в Тарасовском районе Ростовской области.
Входит в состав Дячкинского сельского поселения.

## Население
| 2010 | 2013 | 2015 | 2016 |
| ---- | ---- | ---- | ---- |
| 46   | ↗62  | ↘55  | ↗56  |

## Улицы
На хуторе имеются две улицы — Полевая и Садовая.

## Археология
Рядом с Мокроталовкой находится памятник археологии:
- Курганная группа «Мокроталовый I» (2 кургана) — в 2,1 км к северо-востоку от хутора.

## Известные уроженцы
- Попов, Георгий Васильевич (1912—1968) — советский военнослужащий, капитан, Герой Советского Союза.